# Маунтинбург (Арканзас)
Маунтинбург (енгл. Mountainburg) град је у америчкој савезној држави Арканзас.

## Демографија
По попису из 2010. године број становника је 631, што је 51 (-7,5%) становника мање него 2000. године.
| Група             | 2000.       | 2010.       |
| Белци             | 650 (95,3%) | 601 (95,2%) |
| Афроамериканци    | 1 (0,1%)    | 0 (0,0%)    |
| Азијати           | 0 (0,0%)    | 1 (0,2%)    |
| Хиспаноамериканци | 4 (0,6%)    | 3 (0,5%)    |
| Укупно            | 682         | 631         |